# Oeiras Eco Rally Portugal

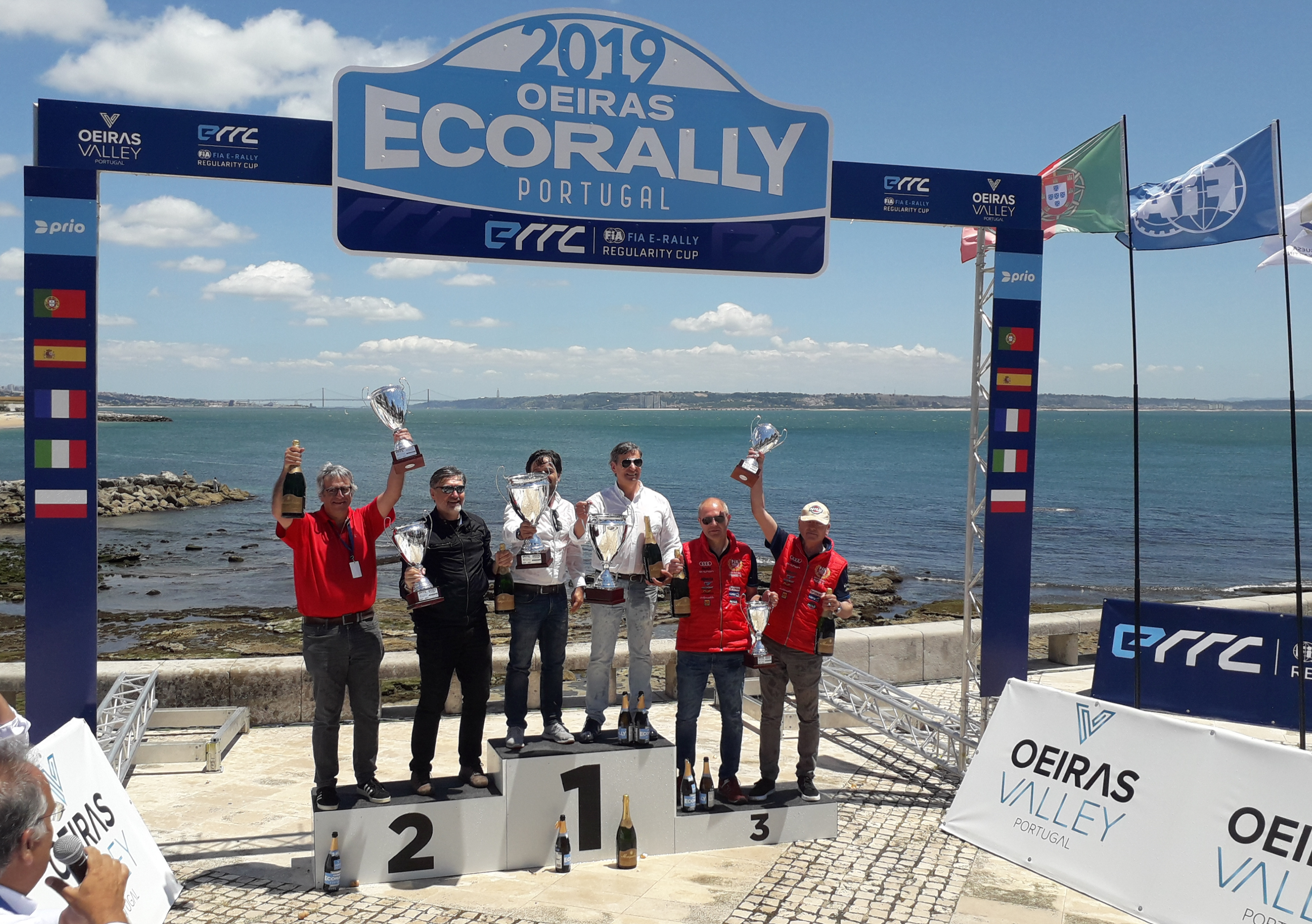
Il podio dell'edizione 2019

L'Oeiras Eco Rally Portugal è una competizione automobilistica che si svolge ad Oeiras in Portogallo. Riservata a veicoli alimentati tramite fonti di energia alternativa, è inserita dal 2018 nel programma della FIA E-Rally Regularity Cup.
L'edizione 2020, inizialmente in programma dal 3 al 5 aprile 2020, è stata spostata alla fine di agosto a causa dell'emergenza COVID-19.

## Albo d'oro
| Edizione | Vincitore                                                       | 2º classificato                                      | 3º classificato                                                   |
| -------- | --------------------------------------------------------------- | ---------------------------------------------------- | ----------------------------------------------------------------- |
| 2018     | Eneko Conde Pujana (pilota) Marcos Domingos Ruiz (co-pilota)    | Javier Moltó (pilota) Loren Serrano (co-pilota)      | Sancho Ramalho (pilota) Rui Martins (co-pilota)                   |
| 2018     | Nissan Leaf                                                     | BMW i3                                               | BMW i3                                                            |
| 2019     | Nuno Serrano (pilota) Alexandre Berardo (co-pilota)             | Artur Prusak (pilota) Thierry Benchetrit (co-pilota) | Fuzzy Kofler (pilota) Franco Gaioni (co-pilota)                   |
| 2019     | Renault Zoe                                                     | Renault Zoe                                          | Audi e-tron                                                       |
| 2020     | Pedro Morais (pilota) Silvia Coutinho (co-pilota)               | Txema Foronda (pilota) Pilar Rodas (co-pilota)       | Artur Prusak (pilota) Thierry Benchetrit (co-pilota)              |
| 2020     | BMW i3                                                          | Volkswagen e-Golf                                    | Opel Corsa E                                                      |
| 2021     | Eneko Conde Pujana (pilota) Loren Serrano (co-pilota)           | Pedro Morais (pilota) Silvia Coutinho (co-pilota)    | José Ignacio Marcos (pilota) Alfonso Oairbide Askondo (co-pilota) |
| 2021     | Kia eNiro                                                       | BMW i3                                               | Kia eSoul                                                         |
| 2022     | Eneko Conde Pujana (pilota) Lukas Sergnese Bermúdez (co-pilota) | Michal Žďárský (pilota) Jakub Nábělek (co-pilota)    | Guido Guerrini (pilota) Artur Prusak (co-pilota)                  |
| 2022     | Kia eSoul                                                       | Hyundai Kona                                         | Kia eNiro                                                         |
| 2023     | Michal Žďárský (pilota) Jakub Nábělek (co-pilota)               | Pedro Morais (pilota) Silvia Coutinho (co-pilota)    | Nuno Serrano (pilota) Alexandre Berardo (co-pilota)               |
| 2023     | Hyundai Kona                                                    | Hyundai Ioniq                                        | Kia eNiro                                                         |
| 2024     | Michal Žďárský (pilota) Jakub Nábělek (co-pilota)               | Pedro Morais (pilota) Silvia Coutinho (co-pilota)    | Nuno Serrano (pilota) Alexandre Berardo (co-pilota)               |
| 2024     | Hyundai Kona                                                    | Hyundai Ioniq 5                                      | Kia EV6                                                           |
| 2025     | Guido Guerrini (pilota) Artur Prusak (co-pilota)                | Carlos Silva (pilota) Sancho Ramalho (co-pilota)     | Pedro Morais (pilota) Silvia Coutinho (co-pilota)                 |
| 2025     | Kia eNiro                                                       | BMW i3                                               | Hyundai Ioniq 5                                                   |